# 1999 w polityce
Wydarzenia polityczne w 1999 roku.

## Styczeń
- 1 stycznia:
  - Niemcy przejęły prezydencję w Radzie Unii Europejskiej[1].
  - wprowadzono wspólną walutę na obszarze jedenastu państw Unii Europejskiej – euro[2].
  - Akcja Wyborcza Solidarność i Unia Wolności pod kierownictwem Jerzego Buzka rozpoczęły przeprowadzanie Programu Czterech Reform. Wszedł w życie nowy podział administracyjny, nowy system opieki zdrowotnej oraz reforma systemu ubezpieczeń społecznych[3].
- 9 stycznia – Armia Federacyjnej Republiki Jugosławii rozpoczęła operację wojskową w Kosowie[4].

## Luty
- 1 lutego – wszedł w życie układ między Wspólnotami Europejskimi a Słowenią[1].
- 12 lutego – prezydent Stanów Zjednoczonych Bill Clinton został uwolniony od zarzutu krzywoprzysięstwa[4].
- Nelson Mandela zrezygnował z urzędu prezydenta[5].

## Marzec
- 12 marca – Czechy, Polska i Węgry wstąpiły do NATO[6].
- 24 marca – rozpoczęła się interwencja NATO w Serbii[7].
- 24–25 marca – w Berlinie odbyło się spotkanie Rady Europejskiej – zawarto porozumienie w sprawie Agendy 2000 oraz przyjęto deklarację w sprawie Kosowa, Bliskiego Wschodu i rozszerzenia UE. Zatwierdzono też układ o handlu i współpracy z RPA[1].

## Kwiecień
- 15–16 kwietnia – odbyła się Trzecia Konferencja Europejsko-Śródziemnomorska w Stuttgarcie, po raz pierwszy z udziałem Libii jako gościa specjalnego Prezydencji[1].
- 19 kwietnia – odbyło się pierwsze posiedzenie Bundestagu w berlińskim gmachu Reichstagu[8][9].

## Maj
- 1 maja – wszedł w życie Traktat amsterdamski[1].
- 9 maja – lotnictwo NATO omyłkowo zbombardowało chińską ambasadę w Belgradzie[10].
- 17 maja – w Izraelu odbyły się wybory parlamentarne i wybór premiera[11]. Koalicja Jeden Izrael zdobył 58,5% głosów, a premierem został Ehud Barak. Ustępujący premier Binjamin Netanjahu zrzekł się z przywódca bloku Likud (który zdobył 41,5% głosów)[4].

## Czerwiec
- 3–4 czerwca – odbyło się zebranie Rady Europejskiej w Kolonii, podczas którego przyjęto kilka deklaracji w sprawie wspólnej polityki zagranicznej i bezpieczeństwa, w tym po raz pierwszy, wspólnej strategii w kwestii polityki wobec Rosji[1].
- 10–13 czerwca – odbyły się wybory do Parlamentu Europejskiego[1].
- 18–20 czerwca – w Kolonii odbył się doroczny szczyt G8[1].
- 20 czerwca – w Bonn odbył się szczyt UE-Japonia[1].
- 21 czerwca – w Bonn odbył się szczyt UE-USA[1].

## Lipiec
- 1 lipca:
  - Finlandia przejęła prezydencję w Radzie UE[1].
  - Sojusz Lewicy Demokratycznej przekształcił się w partię polityczną. Na jej czele stanął Leszek Miller[3].
- 19 lipca – w Brukseli odbyło się spotkanie ministrów państw zagranicznych z państw UE, 10 krajów z Europy Środkowo-Wschodniej, Cypru, Malty i Szwajcarii[1].
- 20 lipca – Nicole Fontaine z Francji został wybrany na przewodniczącą Parlamentu Europejskiego[1].
- 23 lipca – zmarł król Maroka Hasan II. Jego następcą został Muhammad VI[4].

## Sierpień
- 9 sierpnia – prezydent Rosji Borys Jelcyn wyznaczył Władimira Putina na premiera[4].
- 12 sierpnia – wojska dagestańskie i jednostki rosyjskiej 58. Armii rozpoczęły alkę przeciwko partyzantom z Czeczenii w południowym Dagestanie[4].

## Wrzesień
- 1 września – wszedł w życie ostatni element Programy Czterech Reform – reforma oświaty[3].
- 3 września – ze stanowiska szefa MSWiA w Polsce został odwołany Janusz Tomaszewski. 7 października zastąpił go Marek Biernacki[12].
- 9 września – prezydent Białorusi Alaksandr Łukaszenka wprowadził dekret o bezpieczeństwie imprez masowych, który w znacznej mierze odbierał opozycji możliwość organizowania demonstracji przeciwko Łukaszence[4].
- 16 września – rządy rozpoczęła Komisja Europejska pod przewodnictwem Romano Prodiego[13].

## Październik
- 11–14 października – w Nassau na Bahamach odbył się szczyt UE-AKP[1].
- 15–16 października – w Tampere odbyło się specjalne zebranie Rady Europejskiej[1].
- 18–19 października – w Luksemburgu odbyła się specjalna sesja Unii Zachodnioeuropejskiej[1].
- 22 października – w Helsinkach odbył się szczyt UE-Rosja[1].
- Pokojową Nagrodę Nobla otrzymała organizacja Lekarze bez Granic[4].

## Listopad
- 25 listopada – prezesem Europejskiego Banku Inwestycyjnego został Philippe Majstadt[1].
- 28 listopada – Aleksandra Kwaśniewskiego zgłosił weto prezydenckie wobec rządowej ustawy podatkowej obniżającej stawki[3].
- 30 listopada–3 grudnia – w Seattle odbyło się spotkanie WTO[1].

## Grudzień
- 10–11 grudnia – w Helsinkach odbyło się zebranie Rady Europejskiej, podczas którego ogłoszono decyzję o podjęciu negocjacji akcesyjnych z Rumunią, Słowacją, Łotwą, Litwą, Bułgarią i Maltą oraz o uznaniu Turcji za państwo kandydujące[1].
- 16 grudnia:
  - w Ottawie odbył się szczyt UE-Kanada[1].
  - w Waszyngtonie odbył się szczyt UE-USA[1].
- 19 grudnia – rozpoczął się I Zjazd SLD jako partii politycznej, podczas którego ponownie wybrano Leszka Millera na przewodniczącego partii oraz wybranego Andrzeja Celińskiego na wiceprzewodniczącego[3].
- 21 grudnia – w Pekinie odbył się szczyt UE-Chińska Republika Ludowa, podczas którego rozmawiano na temat przystąpienia ChRL do WTO[1].
- 31 grudnia:
  - Panama przejęła całkowitą kontrolę nad Strefą Kanału Panamskiego[14].
  - Borys Jelcyn zrezygnował z pełnienia funkcji prezydenta Rosji[15].